# Groupe D du Championnat d'Europe de basket-ball 2011
Le Groupe D du Championnat d'Europe de basket-ball 2011 se déroule entre le 31 août et le 5 septembre 2011. Les matchs de ce groupe se déroulent à la Klaipėdos arena à Klaipėda en Lituanie.
Le groupe est composé des équipes nationales : Belgique, Bulgarie, GéorgieSlovénie, Russie et Ukraine. Les trois premières équipes classées sont qualifiées pour le second tour (Groupe F).

## Classement
| Groupe D (Klaipėda) |          |     |   |   |     |     |      |     |
|                     | Équipe   | Pts | G | P | PP  | PC  | Diff | Dép |
| 1                   | Russie   | 10  | 5 | 0 | 371 | 321 | +50  |     |
| 2                   | Slovénie | 9   | 4 | 1 | 356 | 324 | +32  |     |
| 3                   | Géorgie  | 7   | 2 | 3 | 352 | 343 | +9   | +6  |
| 4                   | Bulgarie | 7   | 2 | 3 | 339 | 357 | -18  | -1  |
| 5                   | Ukraine  | 7   | 2 | 3 | 322 | 327 | -5   | -5  |
| 6                   | Belgique | 5   | 0 | 5 | 304 | 372 | -68  |     |